# Saragossa (noctuídeos)
Saragossa (Arctiidae) é um gênero de traça pertencente à família Arctiidae.